# Mech-X4
Mech-X4 é uma série de ação e ficção científica do Disney Channel e Disney XD, criada por Steve Marmel.
É protagonizada por Nathaniel James Potvin, Raymond Cham, Kamran Lucas, Pearce Joza e Alyssa Jirrels.
Estreou no Brasil em 11 de fevereiro de 2017 no Disney XD.
Em Portugal estreou em 11 de dezembro de 2017, mas teve a sua antestreia no Disney On Demand na MEO, desde 16 de agosto de 2017 a 27 de setembro de 2017.

## Sinopse
Ryan Walker, é um estudante caloiro de Bay City High que tem a capacidade de controlar a tecnologia com a sua mente. O seu talento desperta misteriosamente o Mech-X4, um gigantesco robô construído por um génio escondido para defender a cidade. Ryan recruta o seu irmão mais velho, Mark Walker, e os seus dois melhores amigos, Harris e Spyder, para ajudá-lo com o Mech-X4. Quando os monstros gigantes de repente começam a atacar sobre Bay City High, os quatro tentam aprender rapidamente a trabalhar em equipa para pilotar o robô, para salvar a sua cidade, e o mundo, da destruição massiva.

## Elenco e Dobragem/Dublagem
| Ator/Atriz             | Personagem        | Temporada    | Temporada    | Dobrador          | Dublagem         |
| Ator/Atriz             | Personagem        | 1            | 2            | Dobrador          | Dublagem         |
| ---------------------- | ----------------- | ------------ | ------------ | ----------------- | ---------------- |
| Nathaniel James Potvin | Ryan Walker       | Protagonista | Protagonista | João Jesus        | Yuri Chesman     |
| Raymond Cham           | Mark Walker       | Protagonista | Protagonista | Rúben Madureira   | Carloz Magno     |
| Kamran Lucas           | Harris Harris Jr. | Protagonista | Protagonista | João Cachola      | Eduardo Drummond |
| Pearce Joza            | Spyder            | Protagonista | Protagonista | Luís Ganito       | Lipe Volpato     |
| Alyssa Jirrels         | Veracity          | Secundária   | Protagonista | Sandra de Castro  | Hannah Buttel    |
| Ali Liebert            | Diretora Kim Grey | Antagonista  | Antagonista  | Maria João Miguel | Sylvia Salustti  |
| Peter Benson           | Seth Harper       | Antagonista  | Antagonista  | Gonçalo Carvalho  | —                |
| Ryan Beil              | Leo Mendel        | Recorrente   | Recorrente   | Carlos Macedo     | —                |
| Cristal Balint         | Grace Walker      | Secundária   | Secundária   | Solange Santos    | Marisa Leal      |
| Alyssa Lynch           | Cassie Park       | Secundária   | Secundária   | Sandra de Castro  | Jéssica Marina   |

| Créditos da Dobragem | Portugal                          |
| -------------------- | --------------------------------- |
| Vozes Adicionais     | Diogo Mesquita e Bárbara Lourenço |
| Direção de Dobragem  | Helena Montez                     |
| Tradução de Diálogos | Nicolai Raevschi                  |
| Dobrado nos Estúdios | PTSDI Media                       |

| Créditos da Dublagem | Brasil                         |
| -------------------- | ------------------------------ |
| Tema de Abertura     |                                |
| Tradução             |                                |
| Diretor Criativo     |                                |
| Direção de Dublagem  |                                |
| Dublado nos Estúdios | TV Group Digital/Visom Digital |

## Episódios
| Temporada | Temporada | Episódios | Exibição original      | Exibição original    | Exibição em Portugal             | Exibição em Portugal             | Exibição no Brasil      | Exibição no Brasil  |
| Temporada | Temporada | Episódios | Estreia de temporada   | Final de temporada   | Estreia de temporada             | Final de temporada               | Estreia de temporada    | Final de temporada  |
| --------- | --------- | --------- | ---------------------- | -------------------- | -------------------------------- | -------------------------------- | ----------------------- | ------------------- |
|           | 1         | 16        | 11 de novembro de 2016 | 1 de maio de 2017    | 11 de dezembro de 2017           | 1 de março de 2018               | 11 de fevereiro de 2017 | 17 de julho de 2017 |
|           | 2         | 21        | 9 de setembro de 2017  | 20 de agosto de 2018 | 15 de setembro de 2020 (Disney+) | 15 de setembro de 2020 (Disney+) | 11 de dezembro de 2017  | 24 de março de 2019 |

### 1ª Temporada (2016-17)
| #  | ## | Título | Estreia Original       | Estreia Portugal        | Estreia Brasil          |
| -- | -- | --- | ---------------------- | ----------------------- | ----------------------- |
| 1  | 1  | "Vamos Chamá-lo de MECH-X4! (Primeira Parte) (PT) Vamos Chamá-lo de MECH-X4! (Parte 1) (BR)" "Let's Call It MECH-X4!, Part 1" | 11 de novembro de 2016 | 11 de dezembro de 2017  | 11 de fevereiro de 2017 |
| 2  | 2  | "Vamos Chamar-lo de MECH-X4! (Segunda Parte) (PT) Vamos Chamá-lo de MECH-X4! (Parte 2) (BR)" "Let's Call It MECH-X4!, Part 2" | 11 de novembro de 2016 | 12 de dezembro de 2017  | 18 de fevereiro de 2017 |
| 3  | 3  | "Vamos Ser Heróis! (PT)" "Let's Get Some Air!"                                                                                | 12 de novembro de 2016 | 13 de dezembro de 2017  | 25 de fevereiro de 2017 |
| 4  | 4  | "Vamos Abrir o Coração do Monstro! (PT)" "Let's Open the Monster Heart!"                                                      | 13 de novembro de 2016 | 14 de dezembro de 2017  | 4 de março de 2017      |
| 5  | 5  | "Vamos Ser Idiotas (PT)" "Let's Be Idiots"                                                                                    | 27 de novembro de 2016 | 18 de dezembro de 2017  | 11 de março de 2017     |
| 6  | 6  | "Vamos Sobreviver na Floresta! (PT)" "Let's Survive in the Woods!"                                                            | 4 de dezembro de 2016  | 19 de dezembro de 2017  | 18 de março de 2017     |
| 7  | 7  | "Vamos Recuperar o Nosso Robô! (PT)" "Let's Get Our Robot Back!"                                                              | 17 de abril de 2017    | 20 de dezembro de 2017  | 25 de março de 2017     |
| 8  | 8  | "Vamos Prender o Mal! (PT)" "Let's Get the Big Bad!"                                                                          | 18 de abril de 2017    | 21 de dezembro de 2017  | 1 de abril de 2017      |
| 9  | 9  | "Vamos Lidar com as Nossas Coisas! (PT)" "Let's Deal With Our Stuff!"                                                         | 19 de abril de 2017    | 19 de fevereiro de 2018 | 8 de abril de 2017      |
| 10 | 10 | "Vamos Obter Respostas! (PT)" "Let's Get Some Answers!"                                                                       | 20 de abril de 2017    | 20 de fevereiro de 2018 | 15 de abril de 2017     |
| 11 | 11 | "Vamos Entrar na Equipa! (PT)" "Let's Go Clubbing!"                                                                           | 24 de abril de 2017    | 21 de fevereiro de 2018 | 22 de abril de 2017     |
| 12 | 12 | "Vamos Pelo Leo! (PT)" "Let's Get Leo!"                                                                                       | 25 de abril de 2017    | 22 de fevereiro de 2018 | 29 de abril de 2017     |
| 13 | 13 | "Vamos Mais Fundo! (PT)" "Let's Dig Deep!"                                                                                    | 26 de abril de 2017    | 26 de fevereiro de 2018 | 17 de julho de 2017     |
| 14 | 14 | "Vamos Destruir a Escola! (PT)" "Let's Destroy Some Ooze!"                                                                    | 27 de abril de 2017    | 27 de fevereiro de 2018 | 17 de julho de 2017     |
| 15 | 15 | "Vamos Acabar com Isto! (Primeira Parte) (PT)" "Let's End This!, Part 1"                                                      | 1 de maio de 2017      | 28 de fevereiro de 2018 | 17 de julho de 2017     |
| 16 | 16 | "Vamos Acabar com Isto! (Segunda Parte) (PT)" "Let's End This!, Part 2"                                                       | 1 de maio de 2017      | 1 de março de 2018      | 17 de julho de 2017     |

### 2ª Temporada (2017-18)
Esta temporada nunca foi exibida na televisão Portuguesa, mas estreou a 15 de setembro de 2020 no Disney+.
| #     | ##    | Título                          | Estreia Original      | Estreia Portugal       | Estreia Brasil           |
| ----- | ----- | ------------------------------- | --------------------- | ---------------------- | ------------------------ |
| 17    | 1     | "Versus the New Evil"           | 9 de setembro de 2017 | 15 de setembro de 2020 | 11 de dezembro de 2017   |
| 18    | 2     | "Versus the Deep"               | 9 de setembro de 2017 | 15 de setembro de 2020 | 12 de dezembro de 2017   |
| 19    | 3     | "Versus the Outbreak"           | 9 de setembro de 2017 | 15 de setembro de 2020 | 17 de dezembro de 2017   |
| 20    | 4     | "Versus Harper's Ghost"         | 9 de setembro de 2017 | 15 de setembro de 2020 | 24 de dezembro de 2017   |
| 21    | 5     | "Versus the Mountain"           | 9 de setembro de 2017 | 15 de setembro de 2020 | 31 de dezembro de 2017   |
| 22    | 6     | "Versus the Dark Night"         | 4 de novembro de 2017 | TBA                    | 26 de janeiro de 2018    |
| 23    | 7     | "Versus the Tech Army"          | 4 de novembro de 2017 | TBA                    | 28 de janeiro de 2018    |
| 24    | 8     | "Versus Traeger"                | 4 de novembro de 2017 | TBA                    | 29 de janeiro de 2018    |
| 25    | 9     | "Versus Velocity and Veracity"  | 4 de novembro de 2017 | TBA                    | 30 de janeiro de 2018    |
| 26    | 10    | "Versus the Arctic Circle"      | 4 de novembro de 2017 | TBA                    | 31 de janeiro de 2018    |
| 27    | 11    | "Versus the Wolves at the Door" | 25 de março de 2018   | TBA                    | 7 de maio de 2018        |
| 28    | 12    | "Versus the Thirty"             | 1 de abril de 2018    | TBA                    | 14 de maio de 2018       |
| 29    | 13    | "Versus the Miami"              | 8 de abril de 2018    | TBA                    | 21 de maio de 2018       |
| 30    | 14    | "Versus the X-Weapon"           | 15 de abril de 2018   | TBA                    | 28 de maio de 2018       |
| 31    | 15    | "Versus Sabotage"               | 22 de abril de 2018   | TBA                    | 4 de agosto de 2018      |
| 32    | 16    | "Versus the Monster Within"     | 23 de julho de 2018   | TBA                    | 11 de agosto de 2018     |
| 33    | 17    | "Versus the Betrayal"           | 30 de julho de 2018   | TBA                    | 18 de agosto de 2018     |
| 34    | 18    | "Versus Harris"                 | 6 de agosto de 2018   | TBA                    | 25 de agosto de 2018     |
| 35    | 19    | "Versus the Infected"           | 13 de agosto de 2018  | TBA                    | 1 de setembro de 2018    |
| 36–37 | 20–21 | "Versus the End"                | 20 de agosto de 2018  | 15 de setembro de 2020 | 17 e 24 de março de 2019 |

## Curiosidades
- Os primeiros 6 episódios foram emitidos pelo Disney Channel e os restantes foram emitidos pelo Disney XD.